# Singoli al numero uno nella Billboard Hot 100 nel 1980
La Billboard Hot 100 è la classifica dei singoli più venduti negli Stati Uniti d'America redatta dal magazine Billboard.

## HOT 100

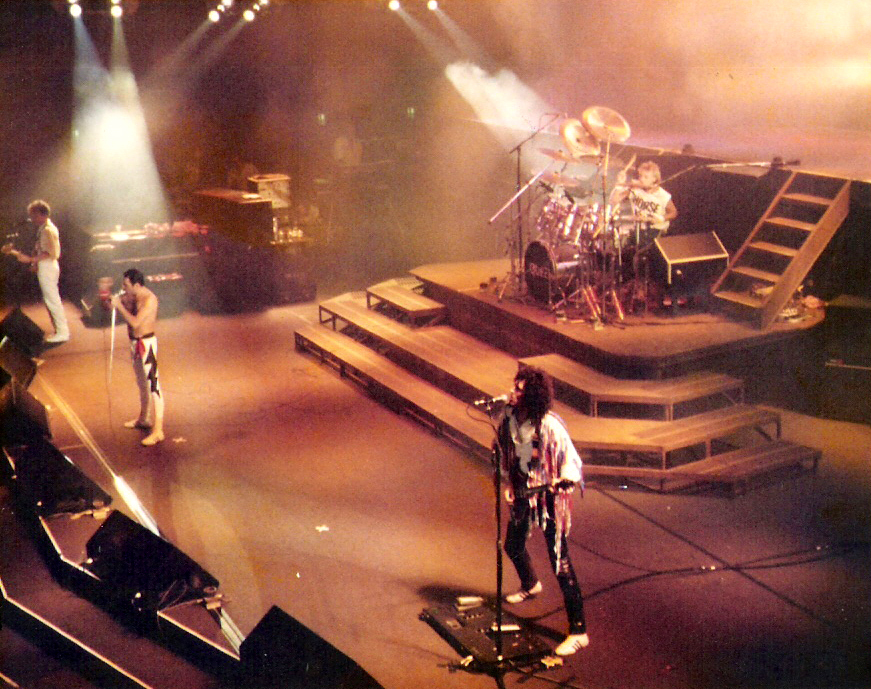
I Queen piazzarono due loro diversi singoli al primo posto nel 1980.

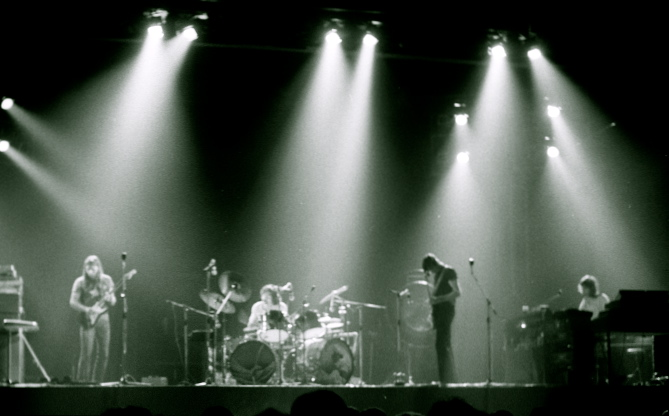
I Pink Floyd trascorsero quattro settimane consecutive al primo posto con Another Brick in the Wall Part 2.

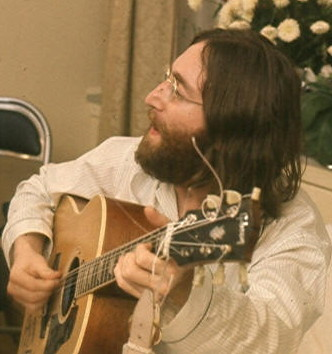
John Lennon raggiunse postumo la vetta della classifica con il singolo (Just Like) Starting Over, due settimane dopo il suo assassinio.

| la canzone contrassegnata con lo sfondo giallo si è aggiudicata il titolo di singolo #1 nella classifica cumulativa di fine anno del 1980 di Billboard. |

| Data di Pubblicazione | Canzone                              | Artista                  | Fonte  |
| --------------------- | ------------------------------------ | ------------------------ | ------ |
| 5 Gennaio             | "Please Don't Go"                    | KC and the Sunshine Band | [ 1 ]  |
| 12 Gennaio            | "Escape (The Piña Colada Song)"      | Rupert Holmes            | [ 2 ]  |
| 19 Gennaio            | "Rock with You"                      | Michael Jackson          | [ 3 ]  |
| 26 Gennaio            | "Rock with You"                      | Michael Jackson          | [ 4 ]  |
| 2 Febbraio            | "Rock with You"                      | Michael Jackson          | [ 5 ]  |
| 9 Febbraio            | "Rock with You"                      | Michael Jackson          | [ 6 ]  |
| 16 Febbraio           | "Do That to Me One More Time"        | Captain & Tennille       | [ 7 ]  |
| 23 Febbraio           | "Crazy Little Thing Called Love"     | Queen                    | [ 8 ]  |
| 1 Marzo               | "Crazy Little Thing Called Love"     | Queen                    | [ 9 ]  |
| 8 Marzo               | "Crazy Little Thing Called Love"     | Queen                    | [ 10 ] |
| 15 Marzo              | "Crazy Little Thing Called Love"     | Queen                    | [ 11 ] |
| 22 Marzo              | "Another Brick in the Wall, Part II" | Pink Floyd               | [ 12 ] |
| 29 Marzo              | "Another Brick in the Wall, Part II" | Pink Floyd               | [ 13 ] |
| 5 Aprile              | "Another Brick in the Wall, Part II" | Pink Floyd               | [ 14 ] |
| 12 Aprile             | "Another Brick in the Wall, Part II" | Pink Floyd               | [ 15 ] |
| 19 Aprile             | "Call Me"                            | Blondie                  | [ 16 ] |
| 26 Aprile             | "Call Me"                            | Blondie                  | [ 17 ] |
| 3 Maggio              | "Call Me"                            | Blondie                  | [ 18 ] |
| 10 Maggio             | "Call Me"                            | Blondie                  | [ 19 ] |
| 17 Maggio             | "Call Me"                            | Blondie                  | [ 20 ] |
| 24 Maggio             | "Call Me"                            | Blondie                  | [ 21 ] |
| 31 Maggio             | "Funkytown"                          | Lipps Inc.               | [ 22 ] |
| 7 Giugno              | "Funkytown"                          | Lipps Inc.               | [ 23 ] |
| 14 Giugno             | "Funkytown"                          | Lipps Inc.               | [ 24 ] |
| 21 Giugno             | "Funkytown"                          | Lipps Inc.               | [ 25 ] |
| 28 Giugno             | "Coming Up"                          | Paul McCartney           | [ 26 ] |
| 5 Luglio              | "Coming Up"                          | Paul McCartney           | [ 27 ] |
| 12 Luglio             | "Coming Up"                          | Paul McCartney           | [ 28 ] |
| 19 Luglio             | "It's Still Rock and Roll to Me"     | Billy Joel               | [ 29 ] |
| 26 Luglio             | "It's Still Rock and Roll to Me"     | Billy Joel               | [ 30 ] |
| 2 Agosto              | "Magic"                              | Olivia Newton-John       | [ 31 ] |
| 9 Agosto              | "Magic"                              | Olivia Newton-John       | [ 32 ] |
| 16 Agosto             | "Magic"                              | Olivia Newton-John       | [ 33 ] |
| 23 Agosto             | "Magic"                              | Olivia Newton-John       | [ 34 ] |
| 30 Agosto             | "Sailing"                            | Christopher Cross        | [ 35 ] |
| 6 Settembre           | "Upside Down"                        | Diana Ross               | [ 36 ] |
| 13 Settembre          | "Upside Down"                        | Diana Ross               | [ 37 ] |
| 20 Settembre          | "Upside Down"                        | Diana Ross               | [ 38 ] |
| 27 Settembre          | "Upside Down"                        | Diana Ross               | [ 39 ] |
| 4 Ottobre             | "Another One Bites the Dust"         | Queen                    | [ 40 ] |
| 11 Ottobre            | "Another One Bites the Dust"         | Queen                    | [ 41 ] |
| 18 Ottobre            | "Another One Bites the Dust"         | Queen                    | [ 42 ] |
| 25 Ottobre            | "Woman in Love"                      | Barbra Streisand         | [ 43 ] |
| 1 Novembre            | "Woman in Love"                      | Barbra Streisand         | [ 44 ] |
| 8 Novembre            | "Woman in Love"                      | Barbra Streisand         | [ 45 ] |
| 15 Novembre           | "Lady"                               | Kenny Rogers             | [ 46 ] |
| 22 Novembre           | "Lady"                               | Kenny Rogers             | [ 47 ] |
| 29 Novembre           | "Lady"                               | Kenny Rogers             | [ 48 ] |
| 6 Dicembre            | "Lady"                               | Kenny Rogers             | [ 49 ] |
| 13 Dicembre           | "Lady"                               | Kenny Rogers             | [ 50 ] |
| 20 Dicembre           | "Lady"                               | Kenny Rogers             | [ 51 ] |
| 27 Dicembre           | "(Just Like) Starting Over"          | John Lennon              | [ 52 ] |